# Dennis Alas
Dennis Jonathan Alas Morales (San Salvador, 10 gennaio 1985) è un ex calciatore salvadoregno, di ruolo centrocampista. Coinvolto nello scandalo delle partite vendute della Nazionale di calcio di El Salvador, il 20 settembre 2013 viene squalificato a vita dalla FIFA insieme ad altri 13 calciatori.